# Kafr Maris
Kafr Maris (tiếng Ả Rập: كفر مارس) là một ngôi làng Syria nằm ở Kafr Takharim Nahiyah ở huyện Harem, Idlib. Theo Cục Thống kê Trung ương Syria (CBS), Kafr Maris có dân số 350 người trong cuộc điều tra dân số năm 2004. Đó là một ngôi làng Druze của vùng Jabal al-Sumaq.